# Pauroneura brachysticha
Pauroneura brachysticha är en fjärilsart som beskrevs av Turner 1919. Pauroneura brachysticha ingår i släktet Pauroneura och familjen stävmalar. Inga underarter finns listade i Catalogue of Life.